# Запорожець (бронепоїзд)
«Запорожець» — панцерний потяг збройних сил УНР. Трофейний, виготовлений залізничниками Кременчука та Крюкова.

## Історія
На початку січня 1919-го ніс службу по охороні залізниці в напрямі Харкова при радянському наступі. 6 січня Запорозький корпус зайняв Полтаву, почалися бої з наступаючими червоними силами, піхотні частини підтримувалися артилерією, бронеавтомобілями та бронепотягами. Останній бій за Полтаву тривав 16 годин, червоні сили 7 разів ішли в атаку. 19 січня Запорозький корпус відійшов з Полтави до Кременчука, відхід прикривав бронепотяг «Запорожець». У часі боїв за Полтаву бронепотягом знищено, серед інших, загін із 40 китайців зі складу червоних сил, що намагалися підірвати «Запорожець» — свідчив Никифор Авраменко.
Належав до дивізії бронепоїздів у лютому 1919 року.
Бронепоїзд був озброєний 2 гарматами та 14 кулеметами. Склад бронепотягу — 23 старшини, 101 козак, під командуванням хорунжого Петришина. З березня 1919 р. — комендант бронепотягу Куликівський Микола Йосипович. Брав активну участь у боях проти більшовиків у Східній Волині, зокрема, використовувався в напрямку Сарн. Бронепоїзд взяв участь у важких боях на лінії фронту, станом на 22 серпня 1920 року.
Брав участь у боях при звільненні Бучаччини у вересні 1920 р., командантом був сотник Юліян Шепарович, у складі команди Шанковський Лев. У бою біля станції Джурин (Чортківщина) переміг більшовицького потяга «Коршуна» 16 (17) вересня.
Також командиром бронепоїзда був Кость Григорович. Автор спогадів - "Історія бронепоїзда Запорожець. Події 1920 р."
«Запорожець» був підірваний відступаючими українськими військами 19-го листопада 1920 року.